# (5839) GOI
(5839) GOI es un asteroide perteneciente al cinturón de asteroides, región del sistema solar que se encuentra entre las órbitas de Marte y Júpiter, descubierto el 21 de septiembre de 1974 por Nikolái Stepánovich Chernyj desde el Observatorio Astrofísico de Crimea (República de Crimea).

## Designación y nombre
Designado provisionalmente como 1974 SJ3. Fue nombrado GOI en homenaje a Gosudarstvennyj Opticheskij Institut (Instituto Óptico del Estado), y su primer director, el académico Dmitrij Sergeevich Rozhdestvenskij, un destacado físico-óptico. El instituto ha realizado importantes investigaciones en el campo de la óptica física y aplicada. El nombre se da con motivo del 80 aniversario de su fundación (15 de diciembre de 1918).

## Características orbitales
GOI está situado a una distancia media del Sol de 2,761 ua, pudiendo alejarse hasta 2,991 ua y acercarse hasta 2,530 ua. Su excentricidad es 0,083 y la inclinación orbital 16,94 grados. Emplea 1676,01 días en completar una órbita alrededor del Sol.

## Características físicas
La magnitud absoluta de GOI es 11,7. Tiene 24,675 km de diámetro y su albedo se estima en 0,044. 